# Eilema danieli
Eilema danieli là một loài bướm đêm thuộc phân họ Arctiinae, họ Erebidae.